# Vivace
Vivace è il sesto album discografico dei Motel Connection, pubblicato nel 2013. All'album collaborano il rapper Ensi, Drigo e Cesare dei Negrita e l'artista hip hop Khary WAE Frazier.

## Tracce
1. Less Is More – 3:21
2. Hit My Soul – 3:48
3. Computer Power – 3:31
4. Praise God – 5:07
5. Midnight Sun – 3:40
6. Go (feat. Khary WAE Frazier) – 4:00
7. Overload City – 4:49
8. Analogic – 4:23
9. Vertical Stage (feat. Ensi) – 3:50
10. Know (feat. Khary WAE Frazier) – 4:26
11. Eyes from Hell – 4:29
12. Vertigo – 5:23

## Formazione
- Samuel (cantante)
- Pisti
- Pierfunk